# Frankrikes Grand Prix 2008
Frankrikes Grand Prix 2008 var det åttonde av 17 lopp som ingick i formel 1-VM 2008.

## Rapport
Från första raden startade Kimi Räikkönen och Felipe Massa i Ferrari följda av Fernando Alonso i Renault, Jarno Trulli i Toyota,  Robert Kubica i BMW och Mark Webber i Red Bull. Lewis Hamilton i McLaren kvalade in som trea men fick starta från den trettonde rutan som straff för påkörningen av Räikkönen i Kanada. Hans stallkamrat Heikki Kovalainen kvalade in som femma men flyttas ner fem startrutor för att ha blockerat en annan förare under kvalificeringen. 
Räikkönen tog starten och ledde loppet tills han efter cirka halva loppet fick problem med ett lossnande avgasrör vilket gjorde att han förlorade en del motoreffekt. Han blev upphunnen av sin stallkamrat Massa, som han lät passera och ta över ledningen. Massa vann loppet före Räikkönen, som trots sitt tekniska problem lyckades behålla sin andraplats och därmed en dubbelseger för Ferrari. Trulli höll undan från Kovalainen och tog den sista pallplatsen, vilket var hans första pallplacering sedan loppet i Spanien 2005.

## Resultat
1. Felipe Massa, Ferrari, 10 poäng
2. Kimi Räikkönen, Ferrari, 8
3. Jarno Trulli, Toyota, 6

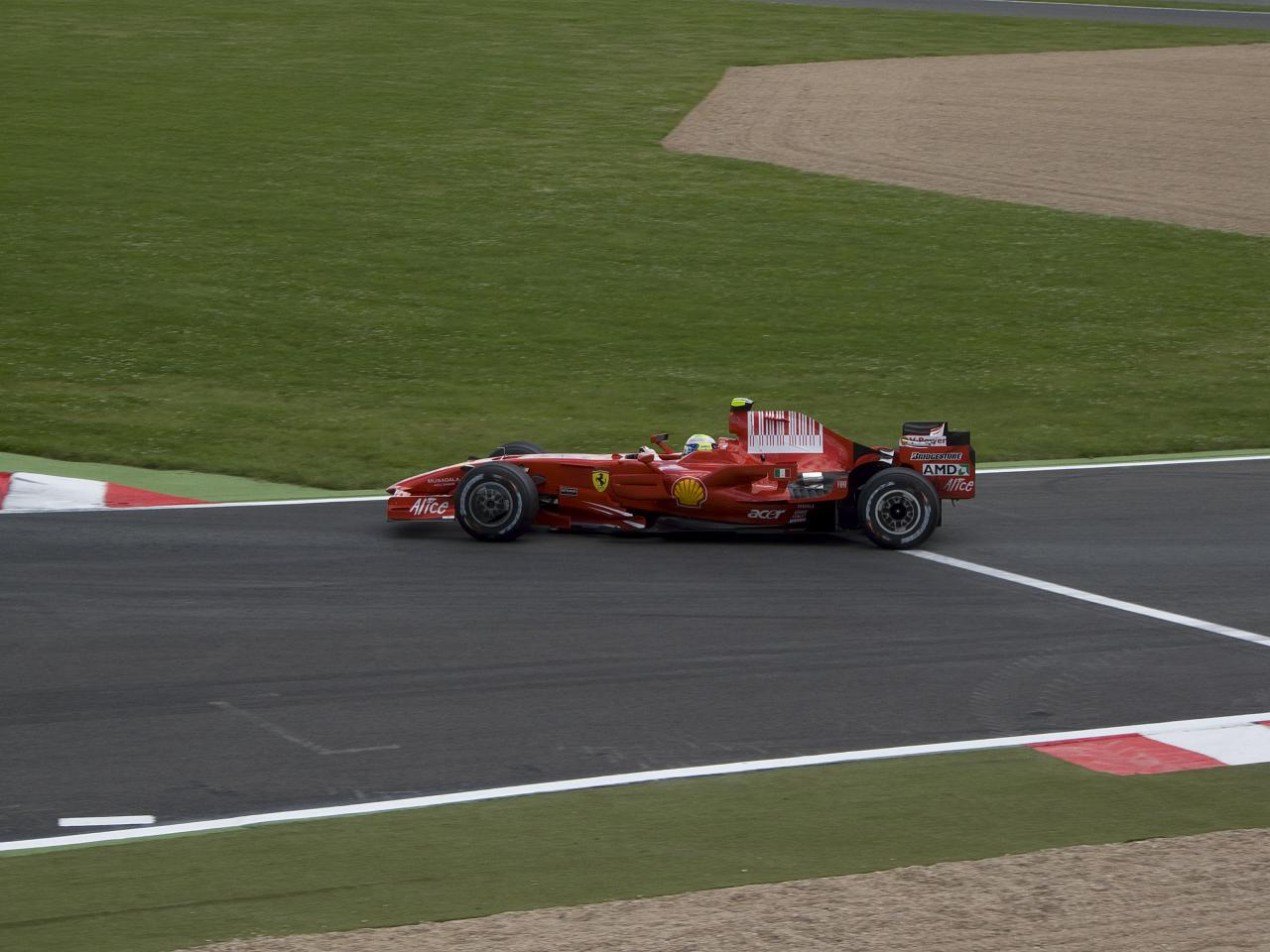
Felipe Massa vann loppet.

4. Heikki Kovalainen, McLaren-Mercedes, 5
5. Robert Kubica, BMW, 4
6. Mark Webber, Red Bull-Renault, 3
7. Nelsinho Piquet, Renault, 2
8. Fernando Alonso, Renault, 1
9. David Coulthard, Red Bull-Renault
10. Lewis Hamilton, McLaren-Mercedes
11. Timo Glock, Toyota
12. Sebastian Vettel, Toro Rosso-Ferrari
13. Nick Heidfeld, BMW
14. Rubens Barrichello, Honda
15. Kazuki Nakajima, Williams-Toyota
16. Nico Rosberg, Williams-Toyota
17. Sébastien Bourdais, Toro Rosso-Ferrari
18. Giancarlo Fisichella, Force India-Ferrari
19. Adrian Sutil, Force India-Ferrari

### Förare som bröt loppet
- Jenson Button, Honda (varv 16, olycksskada)